# Listă de compozitori de muzică cultă: C

## Ca
- Roberto Caamaño (1923 - 1993)
- Juan Cabanilles (1644 - 1712)
- Antonio de Cabezón (1510 - 1566)
- Francesca Caccini (1587 - ~1640)
- Giulio Caccini (~1550 - 1618)
- Charles Wakefield Cadman (1881 - 1946)
- John Cage (1912 - 1992)
- Antonio Cagnoni (1828 - 1896)
- Louis de Caix d'Hervelois (1725 - 1752)
- Antonio Caldara (~1670 - 1736)
- Joseph Callaerts (1838 - 1901)
- Herbert Callhoff (* 1933)
- Gerard Calvi (* 1922)
- Sethus Calvisius (1556 - 1615)
- Robert Cambert (~1628 - 1677)
- Giuseppe Maria Cambini (1746 - 1825)
- Placidus von Camerloher (1718 - 1782)
- Charles Camilleri (* 1931)
- Bartolomeo Campagnoli (1751 - 1827)
- Thomas Campion (1567 - 1620)
- Conrado del Campo y Zabaleta (1879 - 1953)
- André Campra (1660 - 1744)
- Bruno Canino (* 1935)
- Christian Cannabich (1731 - 1798)
- Philipp Cannon (* 1929)
- Joseph Canteloube (1879 - 1957)
- Daniel Capelletti (* 1958)
- Lucien Capet (1873 - 1928)
- André Caplet (1878 - 1925)
- Dumitru Capoianu (1929 - 2012)
- Samuel Capricornus (1628 - 1665)
- Marco Cara (?-după 1525)
- Michele Carafa (1785-1872)
- Matteo Carcassi (1792 - 1853)
- Cornelius Cardew (1936 - 1981)
- Manuel Cardoso (1566 - 1650)
- Giacomo Carissimi (1605 - 1674)
- Carmen Maria Cârneci (n. 1957)
- Ramon Carnicer (1789-1855)
- Firminus Caron (fl. 1460-1480)
- John Alden Carpenter (1876 - 1951)
- Carpentras (~1470- 1548)
- Fiorenzo Carpi (1918 - 1997)
- Edwin Carr (1926 - 2003)
- Teresa Carreño (1853 - 1917)
- Julián Carrillo Trujillo (1875 - 1965)
- Adam Carse (1878 - 1958)
- Antonio Casimir Cartellieri (1772 - 1807)
- Elliott Carter (* 1908)
- Ferdinando Carulli (1770 - 1841)
- Marius Casadesus (1892 - 1981)
- Robert Casadesus (1899 - 1972)
- Pablo Casals (1876 - 1973)
- Luis Casas Romero (1882- 1950)
- Alfredo Casella (1883 - 1947)
- Raffaele Casimiri (1880 - 1943)
- John Casken (* 1949)
- Gaspar Cassadó (1897 - 1966)
- Alfons Castaldi (1874 - 1942)
- Bellerofonte Castaldi (1581 - 1649)
- Dario Castello (începutul sec. al XVII lea)
- Mario Castelnuovo-Tedesco (1895 - 1968)
- Jacques Castérède (* 1926)
- Niccolò Castiglioni (1932 - 1996)
- Ricardo Castillo (1894 - 1967)
- Alexis de Castillon (1838 - 1873)
- Jean de Castro (~1540 - după 1611)
- Juan José Castro (1895- 1968)
- Washington Castro (1909 - 2004)
- Pietro Castrucci (1679 - 1752)
- Alfredo Catalani (1854 - 1893)
- Georges Catoire (1861 - 1926)
- Nino Cattozzo (1886 - 1961)
- Eduard Caudella (1841 - 1924)
- Eustache du Caurroy (1549 - 1609)
- Emilio de Cavalieri (~1550 - 1602)
- Francesco Cavalli (1602 - 1676)
- Catterino Cavos (1775 - 1840)
- Norman Cazden (1914 - 1980)
- Maurizio Cazzati (~1620 - 1677)

## Ce
- Alexander Ceaikovski (n. 1946)
- Boris Alexandrovici Ceaikovski (1925 - 1996)
- Piotr Ilici Ceaikovski (1840-1893)
- Rodrigo de Ceballos (cca. 1530 - 1581)
- Sergiu Celibidache (1912 - 1996)
- Josef Ceremuga (n. 1930)
- Alexander Cerepnin (1899 - 1977)
- Ivan Cerepnin (1943 - 1998)
- Nicolai Cerepnin (1873 - 1945)
- Friedrich Cerha (n. 1926)
- Bohuslav Matej Černohorský (1684 - 1742)
- Pierre Certon (cca. 1510 - 1572)
- Jordi Cervelló (n. 1935)
- Giacomo Cervetto (1682 - 1783)
- Marc'Antonio Cesti (1623 - 1669)
- Corneliu Cezar (n. 1937)

## Ch
- Emmanuel Chabrier (1841 - 1894)
- Paraschkew Chadschiew (1912 - 1992)
- George Chadwick (1854 - 1931)
- Jacques Chailley (1910 - 1999)
- Luciano Chailly (1920 - 2002)
- Jacques Champion de Chambonnières (~1602 - 1672)
- Cécile Chaminade (1857 - 1944)
- Ruperto Chapí y Lorente (1851 - 1909)
- Gustave Charpentier (1860 - 1956)
- Jacques Charpentier (n. 1933)
- Marc-Antoine Charpentier (1634 - 1704)
- Ernest Chausson (1855 - 1899)
- Carlos Chávez Ramírez (1899 - 1978)
- Charles Chaynes (n. 1925)
- Esprit-Philippe Chedeville l'Aine (1696 - 1762)
- Nicolas Chedeville l'Aine (1705 - 1782)
- Hippolyte André Chelard (1789 - 1861)
- Hans Chemin-Petit (1902 - 1981)
- Luigi Cherubini (1760 - 1842)
- Raymond Chevreuille (1901 - 1976)
- Giovanni Chinzer (n.~1700)
- Mircea Chiriac (n. 1919)
- Osvald Chlubna (1893 - 1971)
- Alexander Cholminow (n. 1925)
- Frédéric Chopin (1810 - 1849)
- Wen-chung Chou (n. 1923)
- Tichon Chrennikow (n. 1913)
- Jani Christou (1926 - 1970)
- Dimitâr Christov (n. 1933)
- Dobri Christov (1875 - 1941)
- Heinz Chur (n. 1948)

## Ci
- Vincenzo Legrenzio Ciampi (1719 - 1762)
- Johannes Ciconia (~1335 - 1411)
- Antonio Cifra (1584 - 1629)
- Ján Cikker (1911 - 1989)
- Francesco Cilea (1866 - 1950)
- Johann Cilenšek (1913 - 1998)
- Domenico Cimarosa (1749 - 1801)
- Tudor Ciortea (1903 - 1982)
- Milo Cipra (1906 - 1985)
- Michel Ciry (* 1919)
- Mikolajus Konstantinas Čiurlionis (1875 - 1911)

## Cl
- Louis Clapisson (1808 - 1866)
- Giovanni Carlo Clari (1677 - 1754)
- Rebecca Clarke (1886 - 1979)
- Jacobus Clemens non Papa (~1510/1515 - ~1555)
- Franz Clement (1780 - 1842)
- Aldo Clementi (* 1925)
- Muzio Clementi (1752 - 1832)
- Louis-Nicolas Clérambault (1676 - 1749)
- Halfdan Cleve (1879 - 1951)
- Johannes de Cleve (~1529 - 1582)

## Co
- Eric Coates (1886 - 1957)
- Gloria Coates (n. 1938)
- Eugen Coca (1893 - 1954)
- Pierre Cochereau (1924 - 1984)
- Adrianus Petit Coclico (1499 - 1562)
- Ruy Coelho (1891 - 1986)
- Samuel Coleridge-Taylor (1875 - 1912)
- Paul Collaer (n. 1891)
- Pascal Collasse (1649 - 1709)
- Henri Collet (1885 - 1951)
- Edward Joseph Collins (1889 - 1951)
- Giovanni Paolo Colonna (1637 - 1695)
- Juan Bautista Comes (1582 - 1643)
- Liviu Comes (1918 - 2004)
- Florin Comișel (1922 - 1985)
- Loyset Compère (~1450 - 1518)
- Giulio Confalonieri (1896 - 1972)
- Zez Confrey (1895 - 1971)
- Nicolò Conforto (1718 - ~1788)
- Justin Connolly (n. 1933)
- August Conradi 1821 - 1873
- Marius Constant (1925 - 2004)
- Dan Constantinescu (n. 1931)
- Paul Constantinescu (1909 - 1963)
- Frederick Shepherd Converse (1871 - 1940)
- Arnold Cooke (n. 1906)
- Paul Cooper (1926 - 1996)
- John Coperario (~1575 - 1626)
- Aaron Copland (1900 - 1990)
- Piero Antonio Coppola (1793 - 1877)
- Arthur Coquard (1846 - 1910)
- Frank Corcoran (n. 1944)
- Baude Cordier (începutul sec. al XV-lea)
- Arcangelo Corelli (1653 - 1713)
- John Corigliano (n. 1938)
- Peter Cornelius (1824 - 1874)
- William Cornysh (~1465 - 1523)
- Nicolo Corradini (~1625)
- Francisco Correa de Arauxo (1575/1580 - 1665)
- Michel Corrette (1709 - 1795)
- Vladimir Cosma (n. 1940)
- Giovanni Baptista Costanzi (1704 - 1778)
- Napoléon Coste (1806 - 1883)
- Guillaume Costeley (~1531 - 1606)
- Armand-Louis Couperin (1727 - 1789)
- François Couperin (1668 - 1733)
- Louis Couperin (~1625 - 1661)
- Raphael Courteville (ca. 1670 - ca. 1735)
- Walter Courvoisier (1875 - 1931)
- Henry Cowell (1897 - 1965)
- Frederic Hymen Cowen (1852 - 1935)
- Edward Cowie (n. 1943)

## Cr
- Johann Baptist Cramer (1771 - 1858)
- Jean Cras (1879 - 1932)
- Ruth Crawford Seeger (1901 - 1953)
- Thomas Crecquillon (? - 1557)
- Paul Creston (1906 - 1985)
- Mihai Crețu (1957 - )
- Giovanni Croce (~1557 - 1609)
- William Croft (1678 - 1727)
- Gordon Crosse (n. 1937)
- William Crotch (1775 - 1847)
- Johann Crüger (1598 - 1663)
- George Crumb (n. 1929)
- Bernhard Crusell (1775 - 1838)
- Carlos Cruz de Castro (n. 1941)

## Cs
- Boldizsar Csiky (n. 1937)

## Cu
- Dimitrie Cuclin (1885 - 1978)
- César Cui (1835 - 1918)
- Curtis Curtis-Smith (n. 1941)

## Cz
- Carl Czerny (1791 - 1857)
- Alphons Czibulka (1842 - 1894)
- Henryk Czyż (1923 - 2003)